# باتي ديوك
آنّا ماري «باتي» ديوك (بالإنجليزية: Patty Duke)‏ (14 ديسمبر 1946 – 29 مارس 2016) كانت ممثلة أمريكية ظهرت في المسرح والسينما والتلفزيون.
في سن الخامسة عشرة، ظهرت ديوك بدور هيلين كيلر في فيلم ذا ميريكل ووركر (صانعة المعجزات) (1962)، وهو الدور الذي كانت قد استحدثته مسبقًا في برودواي. فازت ديوك بجائزة الأوسكار لأفضل ممثلة مساعدة عن أدائها. في العام التالي، لعبت دورًا مزدوجًا «لابنتي العم المتطابقتين» كاثي وباتي لين في برنامجها الخاص ذا باتي ديوك شو. تقدمت لاحقًا إلى أدوار أكثر نضجًا، مثل نيلاي أوهارا في فيلم ڤالّي أوف ذا دولز (1967). خلال مسيرتها المهنية، تلقت ديوك ثلاث جوائز إيمي وجائزتي غولدن غلوب. شغلت ديوك أيضًا منصب رئيس نقابة ممثلي الشاشة منذ عام 1985 وحتى عام 1988.
شُخصت ديوك بالاضطراب ثنائي القطب في عام 1982. بعد تشخيصها، كرست الكثير من وقتها لمناصرة الجمهور وتثقيفه حول الصحة العقلية. كانت ديوك والدة الممثلَين شون أستين وماكينزي أستين.

## نشأتها
وُلدت ديوك في مانهاتن، نيويورك، وهي الصغرى بين ثلاثة أطفال إلى جانب فرانسيس مارغريت (ماكماهون قبل الزواج؛ 1913-1993)، وهي أمينة صندوق، وجون باتريك ديوك (1913-1964)، وهو عامل بارع وسائق سيارة أجرة. تنحدر ديوك من أصل أيرلندي، وأصل ألماني أبعد.
واجهت ديوك وشقيقها ريمون وشقيقتها كارول طفولة صعبة. كان والدهم مدمنًا على الكحول، وكانت والدتهم تعاني اكتئابًا سريريًا وكانت عرضة للعنف. عندما كانت ديوك في السادسة من عمرها، أجبرت والدتها والدها على مغادرة منزل العائلة. عندما أصبحت ديوك في الثامنة من عمرها، تحول اهتمامها إلى مديرَي المواهب جون وإثيل روس، اللذين كانا يبحثان عن فتاة لإضافتها إلى الممثلين الأطفال بعد دعم أخو باتي.
كانت أساليب الأخوين روس في إدارة مهنة ديوك استغلالية وغير أخلاقية غالبًا. أعلنا أن ديوك أصغر بسنتين مما كانت عليه في الواقع باستمرار، وزوّرا سيرتها الذاتية بمعلومات زائفة. أعطياها الكحول والعقاقير، وأخذا رسومًا غير معقولة من أرباحها، وأظهرا تحرشات جنسية تجاهها. لم ترَ والدها ووالدتها إلا عندما زارتها لغسل ملابس الأخوين روس. بالإضافة إلى ذلك، أجبرا ديوك على تغيير اسمها. قالا لها: «آنا ماري قد ماتت، أنت باتي الآن». كانا يأملان بأن باتي ديوك ستكرر نجاح باتي مككورمك.

## مسيرتها المهنية

### التمثيل

#### منذ خمسينيات القرن العشرين وحتى ستينياته
كان أحد أدوار التمثيل الأولى لديوك في أواخر خمسينيات القرن العشرين في المسلسل الدرامي ذا برايتر داي. ظهرت أيضًا في الإعلانات المطبوعة والإعلانات التلفزيونية. في عام 1959، حين كانت في سن الثانية عشرة، ظهرت ديوك في برنامج سؤال الـ64,000 دولار وفازت بمبلغ 32,000 دولار؛ كان مستواها من المعرفة، وفقًا لسيرتها الذاتية «نادوني آنا»، هو الموسيقى الشعبية. في عام 1962، كُشف أن برنامج الألعاب كان مزورًا، واستُدعيت للإدلاء بشهادتها أمام لجنة تابعة لمجلس الشيوخ الأمريكي. في النهاية، أدلت ديوك بشهادتها أمام محققي الكونغرس، وانهمرت دموعها عندما اعترفت أنها قد دُرّبت على التحدث بشكل خاطئ.
في عام 1959، ظهرت ديوك في الاقتباس التلفزيوني ميت مي إن سانت لويس باسم توتي سميث، وهو الدور الذي أنشأته مارغريت أوبراين في نسخة الفيلم. كان أول دور بطولة رئيسي لديوك هو دور هيلين كيلر، (مع آن بانكروفت بدور آن سوليفان)، في مسرحية برودواي صانعة المعجزات، التي استمرت منذ شهر أكتوبر من عام 1959 وحتى شهر يوليو من عام 1961. استحدثت ديوك دور كيلر في برودواي. في أثناء المسير، رُفع اسم ديوك فوق عنوان المسرحية على لوحة المسرح، ويُعتقد أنها المرة الأولى التي يحدث فيها ذلك لهذه النجمة الشابة. حُولت المسرحية في وقت لاحق إلى فيلم عام 1962 الذي تلقت ديوك عنه جائزة الأوسكار لأفضل ممثلة مساعدة؛ قبل أن يبدأ تصوير الفيلم، التقت الممثلةُ مع الناشطة لفترة وجيزة. في سن السادسة عشرة، كانت ديوك أصغر شخص حصل على جائزة الأوسكار في فئة تنافسية في ذلك الوقت. عادت ديوك إلى التلفزيون، وهذه المرة في البطولة مع لورانس أوليفيه وجورج سي سكوت في إنتاج تلفزيوني بعنوان ذا باور آند ذا غلوري (1961).
بدأ مسلسل ديوك الخاص ذا باتي ديوك شو، الذي أنشأته سيدني شيلدون خصيصًا لها، في شهر سبتمبر من عام 1963. في ذلك الوقت، لم يكن معروفًا أن ديوك كانت تعاني اضطراب ثنائي القطب، لكن شيلدون لاحظت أن لديها جانبين متميزين لشخصيتها وهكذا طُوّرت فكرة ابنتي العم المتطابقتين اللتين تملكان شخصيتين متناقضتين. صوّرت ديوك الشخصيتين الرئيسيتين كلتيهما: باتريشيا «باتي» لين، وهي مراهقة أمريكية تحب المرح وتواجه مشاكل في المدرسة والمنزل أحيانًا، و«ابنة عمها المطابقة» المتزمتة العاقلة من اسكتلندا، كاترين «كاثي» لين. لعب وليام شالرت دور والد باتي، بينما مثّل كل من مارتن وشقيقه التوأم كينيث دور والد كاثي؛ ولعبت جان بايرون دور والدتها ناتالي؛ لعب بول أوكيف دور شقيقها الأصغر روس؛ ولعب إيدي آبليغيت دور صديقها ريتشارد هاريسون (مع أن الممثل كان متزوجًا وممثلًا أقدم من ديوك بسنوات عديدة). أظهر العرض نجومًا ضيوفًا بارزين مثل سامي ديفيس الابن، وبيتر لوفورد، وبول ليند، وسال مينيو. استمر المسلسل ثلاثة مواسم وحصل على ترشيح لجائزة ديوك إيمي. في عام 1999، أُعيد النظر في شخصيات البرنامج وحُدّثت في ذا باتي ديوك شو: سيتل روكن إن بروكلين هايتس، مع سيندي وليامز في الدور الشرير شو إيلين ترنرعندما لم تتمكن كيتي سوليفان من إعادة تمثيل دورها.

## الأعمال
- القاضية إيمي
- هاواي فايف أو
- غلي
- ليف ومادي

## وصلات خارجية
- الموقع الرسمي
- باتي ديوك على موقع IMDb (الإنجليزية)
- باتي ديوك على موقع الموسوعة البريطانية (الإنجليزية)
- باتي ديوك على موقع ألو سيني (الفرنسية)
- باتي ديوك على موقع ميوزك برينز (الإنجليزية)
- باتي ديوك على موقع تيرنر كلاسيك موفيز (الإنجليزية)
- باتي ديوك على موقع أول موفي (الإنجليزية)
- باتي ديوك على موقع قاعدة بيانات برودواي على الإنترنت (الإنجليزية)
- باتي ديوك على موقع قاعدة بيانات الأفلام السويدية (السويدية)
- باتي ديوك على موقع إن إن دي بي (الإنجليزية)
- باتي ديوك على موقع أول ميوزيك (الإنجليزية)